# Cédric O
Pour les articles homonymes, voir O.
Cédric O, né le 18 décembre 1982 à L'Arbresle (Rhône), est un homme politique français.
Directeur adjoint de la campagne présidentielle de François Hollande en 2012, il participe en 2016 au lancement d'En Marche, devenu ensuite La République en marche, dont il est le premier trésorier et, depuis 2017, membre du bureau exécutif. De 2017 à 2019, il est conseiller conjoint du président de la République Emmanuel Macron et du Premier ministre Édouard Philippe, chargé des participations publiques et de l’économie numérique.
Le 31 mars 2019, il est nommé secrétaire d'État chargé du Numérique dans le second gouvernement Édouard Philippe. Entre le 26 juillet 2020 et le 20 mai 2022, il est secrétaire d'État à la Transition numérique et aux Communications électroniques, auprès du ministre de l’Économie et de la ministre de la Cohésion des territoires.

## Famille
Cédric O, né le 18 décembre 1982 à L'Arbresle (Rhône),,, est le fils d'un cadre coréen reparti vivre à Séoul et d'une enseignante française originaire de Lyon. Il est le frère de la diplomate Delphine O. 
Cedric O finit sa scolarité au lycée du Parc, à Lyon. Il est diplômé de HEC Paris en 2006, où il se lie d'amitié avec Stanislas Guerini. 

## Parcours professionnel
Cedric O cumule des fonctions de conseiller politique avec une activité dans le privé. 
En 2007, il entre dans l'agence de communication « Opérationnelle », basée dans le 12e arrondissement de Paris.  
De 2014 à 2017, il est chargé de mission auprès du directeur industriel groupe Safran puis responsable de production chez Safran Aircraft Engines. En effet, cette année  là, il rejoint les équipes du palais de l'Élysée après la victoire d'Emmanuel Macron à l'élection présidentielle de mai 2017.

## Parcours politique

### Auprès de Dominique Strauss-Kahn
Avec Ismaël Emelien, Benjamin Griveaux ou encore Stanislas Guerini, il fait partie de l'équipe de campagne de Dominique Strauss-Kahn pour la primaire PS de 2006, et participe à la création du think tank Terra Nova. Après la campagne de 2007, il cherche à s'implanter à la section locale du PS des Pavillons-sous-Bois puis aide Benjamin Griveaux pour sa campagne cantonale en 2008 à Chalon-sur-Saône.

### Sous la présidence de François Hollande
En juillet 2010, il est conseiller parlementaire du député Pierre Moscovici. Il est directeur adjoint de l'équipe de campagne de François Hollande pour l'élection présidentielle de 2012,, chargé des réponses aux interviews. Le Figaro indique qu'après l'affaire Dominique Strauss-Kahn, « il se résout à faire la campagne [de François Hollande] sans grande conviction ».
Après la victoire de François Hollande, alors que son nom est évoqué pour prendre la tête d'un ministère, il préfère rejoindre le groupe d’aéronautique Safran, sur les recommandations de Pierre Moscovici, ce qu'il explique par sa volonté de se mettre en retrait du monde politique. Il compte parmi les organisateurs de la soirée French Tech à Las Vegas en 2016, qui sert de point de départ à la campagne présidentielle d’Emmanuel Macron.

### Cadre d'En marche puis de La République en marche
Il est le premier trésorier de la La République en marche (devenue ensuite Renaissance) jusqu'à son remplacement en novembre 2017 par Grégoire Potton,. Il dépose notamment les statuts du nouveau parti et organise sa levée de fonds pour la campagne présidentielle. Il est une cible privilégiée des hackers qui produisent les MacronLeaks : selon Le Figaro, « il en ressort le portrait d’un pragmatique prudent sur la dépense, notamment à l’embauche de chauffeurs ». Selon Décideurs Magazine, il « fait preuve de professionnalisme et de clairvoyance, notamment en refusant à plusieurs reprises de céder aux demandes parfois étranges du service d’ordre dirigé par un certain Alexandre Benalla. »
Il est membre de la commission d'investiture de LREM pour les élections législatives de 2017,. En novembre 2017, à l'occasion du conseil national de La République en marche, il intègre le bureau exécutif du parti.

### Conseiller du président de la République et du Premier ministre
De 2017 à 2019, il est conseiller conjoint du président de la République, Emmanuel Macron, et du Premier ministre, Édouard Philippe, chargé des participations publiques et de l’économie numérique,. Selon Contexte, il est alors « le principal artisan de la politique numérique du gouvernement, plus influent, mais moins médiatique » que Mounir Mahjoubi, et défend les intérêts des « lobbys du numérique ». À cette fonction, il est l'instigateur d'événements invitant les acteurs du secteur numérique à investir en France, tels que Tech For Good ou Choose France. Il supervise par ailleurs le projet de privatisation du groupe ADP.

### Secrétaire d'État chargé du Numérique
Le 31 mars 2019, il est nommé secrétaire d'État chargé du Numérique, auprès du ministre de l'Économie et des Finances et du ministre de l'Action et des Comptes publics. Il remplace Mounir Mahjoubi, qui a démissionné pour préparer sa candidature en vue des élections municipales à Paris. Selon Décideurs Magazine, sa nomination est « liée à des compétences techniques mais également à des considérations hautement politiques » au regard de sa proximité avec Emmanuel Macron, ce qui constitue « une première dans l’histoire du secrétariat d’État au numérique ». Il est également proche d'Alexis Kohler, secrétaire général de l'Élysée, qui pousse sa nomination.
Il soutient la proposition de loi de Laetitia Avia contre les contenus haineux sur Internet qui est définitivement adoptée en seconde lecture à l'Assemblée nationale le 13 mai 2020, réfutant l'argument de ses opposants selon lequel le texte est liberticide. Il soutient notamment que, durant le confinement de mars-avril 2020, la haine en ligne « a contribué à renforcer le sentiment d’isolement de certaines victimes, tandis que les auteurs de ces contenus haineux se sentaient toujours, et plus que jamais, intouchables ».
En juin 2019, il défend la création par l'État d’un « Conseil de l’ordre des journalistes », si ceux-ci ne l’organisent pas d’eux-mêmes, afin de combattre la circulation de fausses informations, et envisage des sanctions contre la diffusion de fausses nouvelles, émises par une autorité indépendante nommée par l’État. Il déplore notamment à cette occasion que RT soit la chaîne ayant selon lui le plus de « visibilité » sur YouTube, affirmant au passage que « les Gilets jaunes ne s’informent que par RT ». Alors que sa proposition déclenche une vague d'indignation au sein de la presse, Cédric O précise son intention auprès de France Culture, indiquant qu'ils « ne sont en aucun cas la position du gouvernement », mais appelle les journalistes à s'organiser face aux ingérences étrangères, faisant référence notamment à RT et Sputnik.
En octobre 2019, il annonce vouloir créer, en coordination avec la Commission nationale de l'informatique et des libertés (France) (CNIL), une instance de supervision et d’évaluation de la reconnaissance faciale, alors que les forces de l’ordre poussent au développement de cette technologie.
Fin 2019, il lance le Next40, un nouvel indice destiné à mettre en avant 40 des plus grandes entreprises françaises du numérique sur la scène internationale, parmi lesquels Doctolib, Devialet, Deezer ou encore Veepee. Pour Cédric O, il s’agit de « renforcer cette dynamique pour faire émerger plusieurs dizaines de leaders technologiques mondiaux »,. En janvier 2020, Cédric O déploie ce qui doit être un nouveau volet de cette stratégie, avec le French Tech 120, un « programme dédié aux startups en phase d’hyper-croissance ». Le French Tech 120 inclut les entreprises du NEXT40, ainsi que 83 startups. Selon Le Figaro, « L’objectif est d‘accompagner leur croissance en leur simplifiant la vie que ce soit pour leur faciliter les relations avec l’administration française, leurs recrutements ou l’accès à des marchés internationaux... Bref leur faire gagner du temps en développement pour favoriser l’émergence de leaders technologiques français ».
Lors de la pandémie de Covid-19, il est responsable du projet StopCovid, lancé par le gouvernement français pour développer une application mobile de recherche des contacts,. Après l'adoption de l'application par le Parlement, La Lettre A indique qu'il « a pu s'appuyer sur un socle de députés fidèles et sur le soutien de l'Élysée pour emporter la bataille », et qu'il est également « proche de plusieurs patrons de licornes ».

### Secrétaire d'État chargé de la Transition numérique et des Communications électroniques
À partir du 26 juillet 2020, dans le nouveau gouvernement Castex, il devient secrétaire d'État chargé de la Transition numérique et des Communications électroniques. Les futurs réseaux 5G lui sont désormais explicitement attribués tout comme l'application StopCovid.
Cédric O annonce en mars 2022 qu'il compte quitter la politique au lendemain de l'élection présidentielle.
Il devient conseiller de l'Agence spatiale européenne (ESA) dans le cadre de réflexions sur le futur de l'exploration spatiale.

### Reconversion dans le secteur privé
Il se reconvertit ensuite dans le secteur privé et entre au conseil d'administration d'Artefact, une entreprise de conseil dans le secteur du numérique, ainsi que le conseil stratégique d'un institut de formation privé spécialisé dans les nouvelles technologies, Plateforme Formation, dont l'ancien ministre des Solidarités Jean-Christophe Combe devient le président.
Devenu lobbyiste, il défend la dérégulation de l’intelligence artificielle, à rebours de ce qu'il proposait lorsqu'il était ministre, et parvient selon Médiapart à « retourner » le gouvernement sur cette question.
En avril 2023, Cédric O fait partie des cofondateurs de la start-up français Mistral AI. Il apporte 176,10€ au capital social de l'entreprise ce qui lui permet de détenir 1,15% des parts de Mistral via son cabinet Nopeunteo. L'ascension de Mistral au rang de licorne valorise les parts de Cédric O dans Mistral à 23 millions d'euros en décembre 2023.
En septembre 2023, la Première Ministre Elisabeth Borne crée le comité de l’intelligence artificielle générative directement rattaché à Matignon. Cédric O est membre de ce comité tout comme Arthur Mensch, cofondateur et CEO de Mistral. Le magazine Capital et le réseau de média EurActiv relèvent que cette double casquette que porte Cédric O (cofondateur de Mistral AI et conseiller du Gouvernement français sur les régulations de l'IA à adopter) fait grandir les soupçons de conflit d'intérêts,,. En tant que lobbyiste pour Mistral AI, Cédric O est considéré comme le grand artisan de l'opposition ferme de la France à la législation sur l'intelligence artificielle (AI Act) proposée par la Commission européenne,.